# Kap Bon

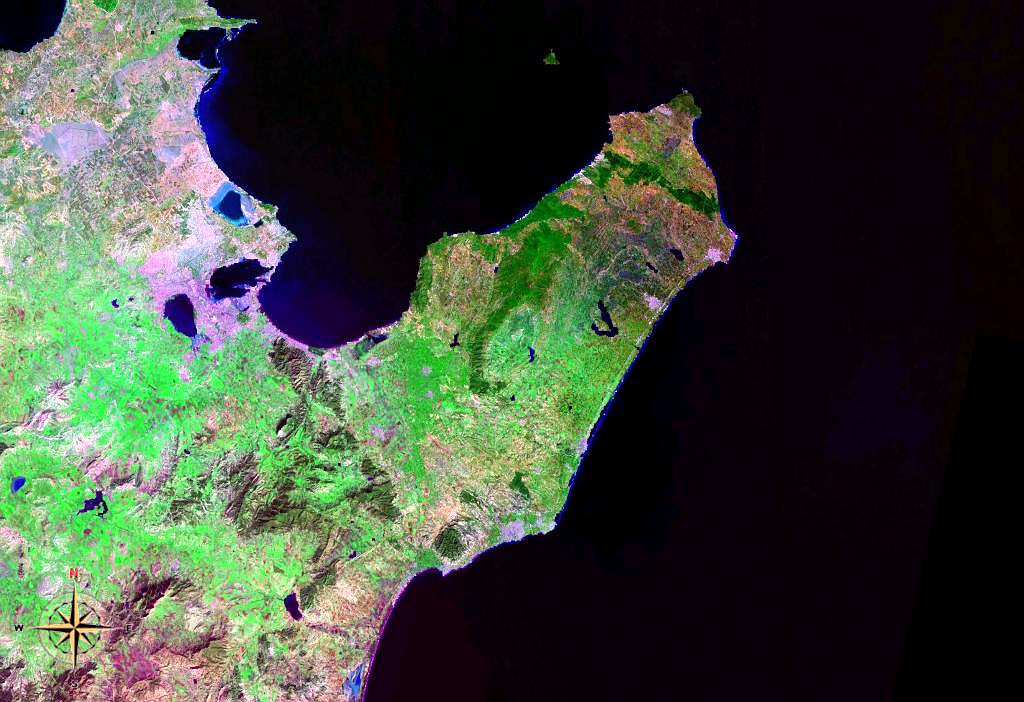
Kap Bon sett från rymden (falskt färg).

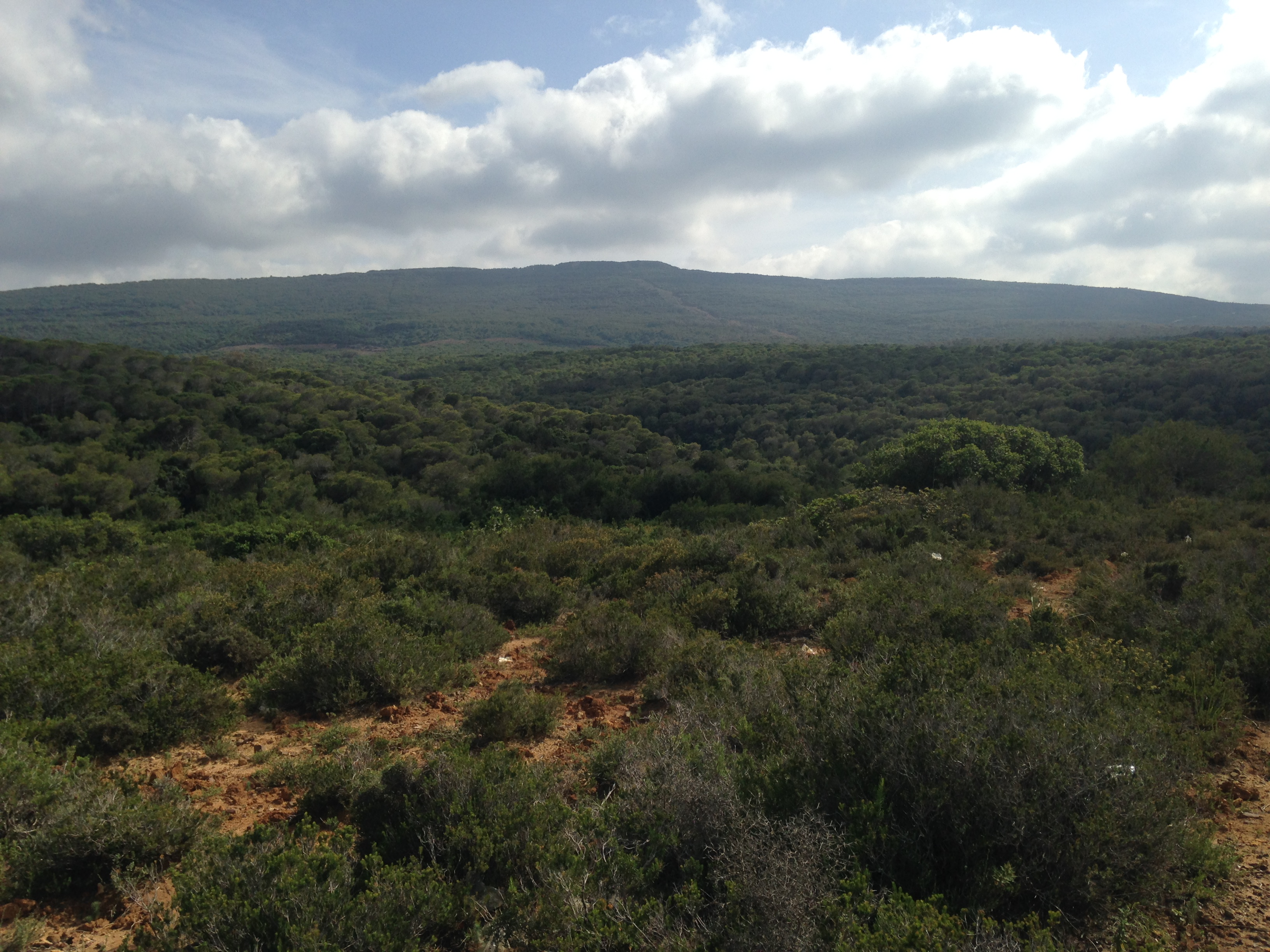
Skogslandskap nära byn Zougueg

Kap Bon (arabiska: الرأس الطيب), även Watan el-kibli, är en halvö i nordöstra Tunisien. Den är omgiven av Tunisbukten i norr, och Siciliensundet i öster. 
En bergskedja längs halvön delar den, grovt räknat, i en östlig och en västlig del. I öster finns vackra stränder och historiska ruiner, och även många turistorter. Den västra delen är mer otillgänglig och mindre välbesökt. 
Klimatat lämpar sig för odling, och på Kap Bon skördas 80 % av landets citrusfrukter, 60 % av druvorna, och nära hälften av grönsakerna. De allra flesta tunisiska vinerna produceras här. Samtidigt är Kap Bon en av landets största industriregioner. 
Orter som ligger på halvön inkluderar bland annat Nabeul och Kelibia. Ruinerna av den feniciska staden Kerkuan finns här.